# Oli de pinyó
L'oli de pinyó (en anglès: pine nut oil o cedar nut oil) és un oli obtingut pel premsat dels pinyons de diverses espècies de pins. Com té un punt on comença afumejar relativament baix no es fa servir generalment per a fregir, sinó que s'afegeix als aliments acabats com a saboritzant.
A Rússia, abans de la revolució de 1917, es feia servir durant la Pasqua quan no era permès utilitzar els greixos animals per cuinar. S'exportava aquest oli a França on l'ús d'oli de pinyons també era tradicional. Segons un estudi el contingut en l'àcid gras àcid pinolènic, que en el cas de l'oli de Pinus sibirica correspon a un 17% del total d'àcids grassos, tindria propietats, a través d'una hormona, de supressor de la gana de menjar.
També podria reduir el colesterol “dolent” (LDL).